# Národní dům (Karlovy Vary)
Národní dům, původního názvu Schützenhaus (Střelecký dům), pro většinu místních hovorově Nároďák, je jednou ze staveb karlovarského zlatého věku. Stojí v městské památkové zóně v centru Karlových Varů v ulici T. G. Masaryka 1088/24. Byl postaven v novogotickém slohu s novorenesančními a secesními prvky v letech 1899–1900. V současné době je provozován jako hotel s názvem Grandhotel Ambassador Národní dům.
Dům byl prohlášen kulturní památkou, je památkově chráněn od 3. května 1958, event. 31. prosince 1981, rejstř. č. ÚSKP 29108/4-4144.

## Historie

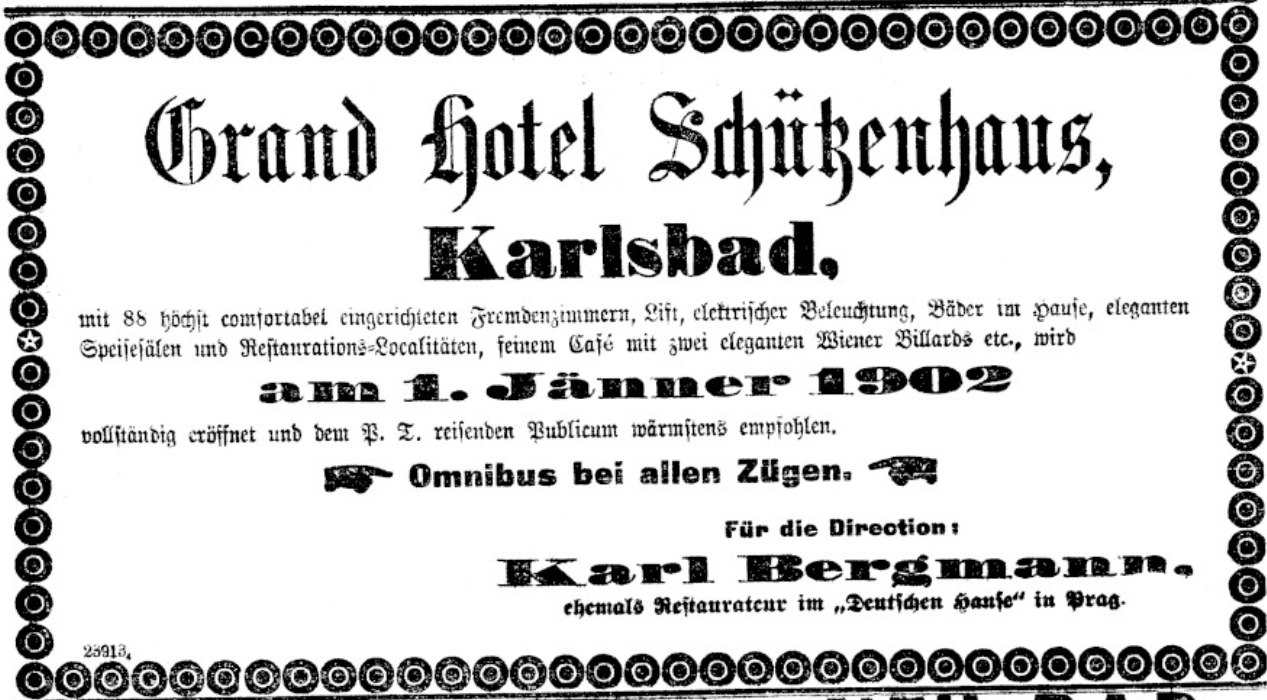
Grand Hotel Schützenhaus (Národní dům), inzerát 1902

V roce 1897 získal Privilegovaný měšťanský střelecký sbor Karlovy Vary (K. k. priv. bürgerlicher Schützen-Corps Karlsbad) po odprodeji bývalé střelnice stavební parcelu v dnešní Zeyerově ulici (dříve Schützenstrasse). Zde byl podle návrhu ateliéru Fellner a Helmer, architektů Ferdinanda Fellnera a Hermanna Helmera, postaven v nákladu 650 tisíc zlatých spolkový dům karlovarských ostrostřelců, který obsahoval hotel, restauraci, varieté a muzeum.
Stavební práce započaly dne 28. března 1899. Stavbu realizovala karlovarská stavební firma EM Grimm stavitele Emanuela Grimma, stavební dozor vykonával ředitel karlovarského městského stavebního úřadu Eduard Oert. V roce 1899 vyrobilo oddělení stavby mostů plzeňské Škodovky pro slavnostní sál budovy unikátní prosklený strop zavěšený na důmyslné nýtované ocelové konstrukci. V objektu byl též realizován stejný způsob moderního elektrického vytápění, který navrhli architekti Fellner a Helmer již u budovy karlovarského městského divadla. Hlavní stavební práce Střeleckého domu byly dokončeny dne 31. prosince 1900. Slavnostní otevření a  zahájení provozu se uskutečnilo dne 23. února 1901. Plný provoz hotelu, osvětleného elektřinou, s výtahem, koupelnami a dalším moderním vybavením, byl v tisku oznámen k 1. lednu 1902.
V budově bylo sídlo spolkového střediska, kavárna, čtyři restaurace se 400 místy, hotel, muzeum střeleckého sboru, bar se 100 místy, moderní sál s kapacitou 900 míst pro konání koncertů, divadelních představení a plesů. Též zde vzniklo prestižní varieté Orfeum, které zahájilo program dne 7. dubna 1901. Díky vysokému stropu sálu tu mohli předvádět svá čísla artisté. Hrál zde stálý orchestr Vojty Mráze. Varieté v budově působilo 70 let a v této době se v sále vystřídaly stovky artistů, tanečníků, zpěváků, ale i krotitelů a klaunů. Vystupoval zde Marián Varga, Kučerovci i Udo Jürgens, Jaroslav Štercl, Karel Effa, Smutný muž, Václav Trégl, Arnošt Kavka, svou kariéru tu končil i král komiků Vlasta Burian za klavírního doprovodu Dalibora Ptáka, konala se zde světová setkání kouzelníků a mágů nazvaná Magiales Šary Vari. Na pódiu se objevovala cvičená zvířata, psi, papoušci, holubi, ale také medvědi, paviáni a dokonce i slon.
V roce 1921 byl objekt Grandhotelu Střelecký dům při příležitosti konání výročního sionistického kongresu v Karlových Varech obnoven a rozšířen. Roku 1927 byl navýšen počet lůžek hotelu na sto. V roce 1930 přešla budova do majetku města Karlovy Vary a patrně tehdy dostala nový název Národní dům.
V roce 1937 došlo k celkové modernizaci interiéru hotelu. V následujícím roce 1938 proběhl ve velkém sále sjezd NSDAP. Dne 4. března 1955 vyhořelo čtvrté patro objektu a při následné rekonstrukci musela být vyměněna část střechy a krovů. Dne 3. května 1958 byl objekt hotelu Národní dům zapsán do státního seznamu nemovitých kulturních památek.
V šedesátých letech 20. století návštěvnost Národního domu postupně upadala, varieté bývalo v provozu už pouze o víkendech. Během týdne býval sál pronajímán různým organizacím k podnikovým akcím, dětským besídkám, konaly se zde oslavy MDŽ a taneční zábavy. V neděli dopoledne probíhaly v sále boxerské zápasy oddílu Rudé hvězdy Karlovy Vary a sportovce přicházelo pravidelně povzbuzovat až 600 diváků. Velmi oblíbené bývaly tehdy i nejrůznější plesy. K nejvýznačnějším patřily myslivecký, hasičský a slavný býval maškarní karneval letců. V Národním domě byly tehdy provozovány kavárna, bar Kakadu, francouzská restaurace a restaurace Hungarie zvaná Hungárka, kam se vcházelo z Jugoslávské ulice. Nejznámějším podnikem byla restaurace Hamburg, lidově zvaná Kufr, do které vedl vchod ze Zeyerovy ulice. V druhé polovině osmdesátých let se v interiéru Národního domu natáčely slavné scény z  televizního seriálu Cirkus Humberto. V době po roce 1989 v sále pravidelně probíhala zasedání zastupitelstva města za účasti karlovarských občanů usazených v lóžích a na balkonech.

## Ze současnosti
V roce 1992 objekt bývalého hotelu Národní dům odkoupilo od státu město Karlovy Vary. V následné privatizaci získali objekt členové kouzelnické rodiny manželé Ouřadovi, kteří nabídli částku 100 milionů korun. Sjednanou cenu však nikdy městu nezaplatili. Pouze započali s odkrýváním fresek na fasádě objektu, práce však brzy ustaly a objekt postupně chátral. Od roku 1996 mezi karlovarským magistrátem a Ivem Ouřadou pak probíhaly dlouhé soudní spory. V roce 2000 nakonec město Karlovy Vary vysoudilo objekt zpět. Karlovarský magistrát se pak snažil chátrající objekt prodat, původní cenu snížil ze 42 milionů až na 21 milionů korun. V následném tendru vybral ze dvou zájemců pražskou firmu Eltodo, která zaplatila za objekt zálohu pět milionů korun. Roku 2007 bylo pak společnosti Eltodo vydáno stavební povolení na rekonstrukci objektu. Bývalý vlastník objektu Ivo Ouřada však podal další žalobu a katastr nemovitostí majetek podle zákona zablokoval. V roce 2010 nakonec karlovarský magistrát, společnost Eltodo Národní dům a Ivo Ouřada dospěli k trojdohodě, která znamenala stažení všech žalob proti městu ze strany Ouřady. Firma Eltodo následně zaplatila za Iva Ouřadu 5,5 milionu korun za daň z nemovitosti a město Karlovy Vary stáhlo žaloby na exekuci Ouřadova majetku. V březnu roku 2010 zchátralý objekt Národní dům zakoupila za 21 milionů korun společnost Eltodo.
Historik karlovarského muzea Stanislav Burachovič vypracoval ještě před zahájením stavebních prací stavebně historický průzkum bývalého hotelu Národní dům. Dne 1. dubna 2011 byla zahájena plánovaná rekonstrukce objektu podle projektu z roku 2007 s odhadovanými náklady zhruba 800 milionů korun. Náročná rekonstrukce probíhala čtyři roky. Dne 1. května 2015 byl poté slavnostně otevřen nově zrekonstruovaný Grandhotel Ambassador Národní dům.

## Popis
Nárožní třípatrová budova se zvýšeným přízemím na půdorysu lichoběžníku kolem vnitřního dvora se nachází v obchodně správní části města mezi ulicemi T. G. Masaryka (1088/24), Zeyerovou a Jugoslávskou. Jedná se o novogotickou stavbu s prvky novorenesančními a secesními, podle jiného zdroje jde o styl secesní s prvky novorenesance a novogotiky.
Na průčelním rizalitu centrálně vystupuje přes tři patra arkýř, který tvoří v prvním podlaží arkádu. Arkýřovitý útvar završený stříškou pak je i na obou nárožích. Segmentový oblouk nad hlavním vchodem zdobí ve vrcholu maskaron, po stranách je lemován pilastry. Zvýšené přízemí odděluje od pater jednoduchá kordonová římsa. Okna prvního a druhého patra jsou pravoúhlá, třetího segmentová. Boční průčelí mají po devíti okenních osách. Fasáda je zdobena řadou historizujících ornamentálních prvků. Budova je kryta na pohledové straně střechou z pálených tašek s množstvím arkýřů s oplechovanými věžičkami, na vnitřní straně do dvora pak plechovou střechou. V parteru obíhá budovu pás malby vídeňského malíře Maxmiliana Kurzweila, rodáka z jihomoravského Bzence, a jeho kolegy vídeňského židovského malíře Wilhelma Lista. Velkoplošné barevné fresky zdobí tři stěny budovy. Zobrazují významné události z historie karlovarského střeleckého spolku. Nejstarší freska se nachází ve spodní části Jugoslávské ulice v místech bývalé stylové restaurace Hungaria. Dlouhá freska v této ulici představuje slavnostní pochod kapely ostrostřelců. V ulici T.G. Masaryka se nacházejí fresky po stranách hlavního vchodu do varieté. Fresky představují historického předávaní cen vítězům střeleckého turnaje, uspořádaného v roce 1732 císařem Karlem VI., jenž se v Karlových Varech v té době léčil. Freska v Zeyerově ulici zobrazuje událost z roku 1810, kdy do lázní přijela Marie Ludovika, manželka císaře Františka I.
Interiéry mají bohatou štukaturu. Hlavice pilastrů, které rozčleňují stěny foyeru jsou zdobeny trofejní symbolikou. Štuk mají i stropy v pokojích prvního patra. Sál s balkonem a galerií je zdoben bohatým plastickým dekorem ve dřevě i štukatuře. V pásu nad jevištěm je štuková výzdoba ve třech medailonech, u prvních leží karyatidy – jde o alegorie dramatického umění, lyry a múzy. Opona je zde ocelová, jevištní technika původní.

### Technická památka
Největší prostorou objektu je moderní slavnostní sál varieté pro koncerty, divadelní představení a plesy s kapacitou 900 míst. Je situovaný v prostoru vnitřního nádvoří objektu. Završen je unikátním skleněným stropem zavěšeným, jak již shora uvedeno, na důmyslné nýtované ocelové konstrukci, kterou v plzeňské Škodovce pro Národní dům vyrobilo v roce 1899 oddělení stavby mostů. Prosklený strop do prostoru sálu propouští přirozené světlo. Jedná se o velmi cennou technickou památku.

## Galerie

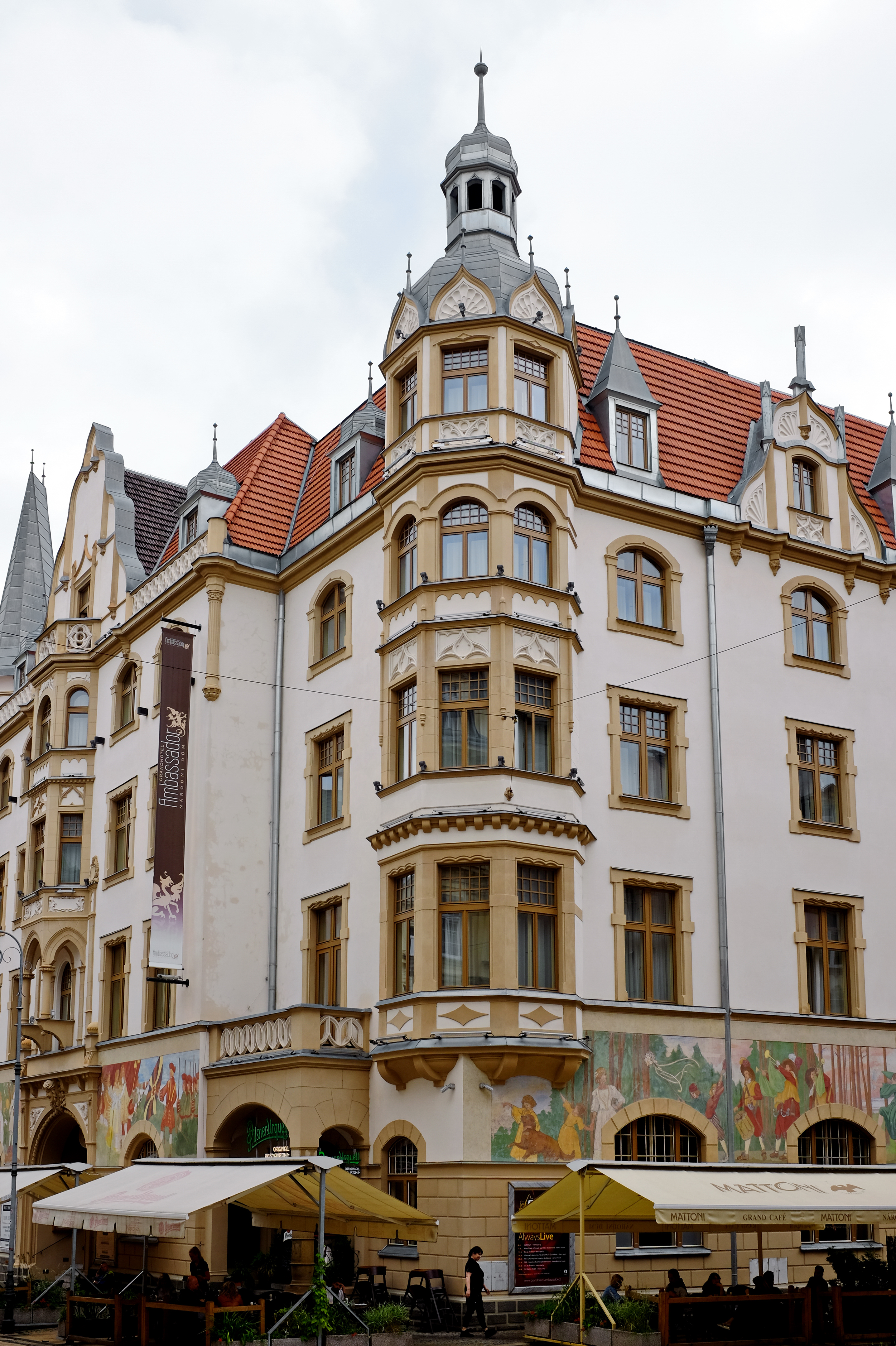
Nároží ulic T. G. Masaryka a Jugoslávské
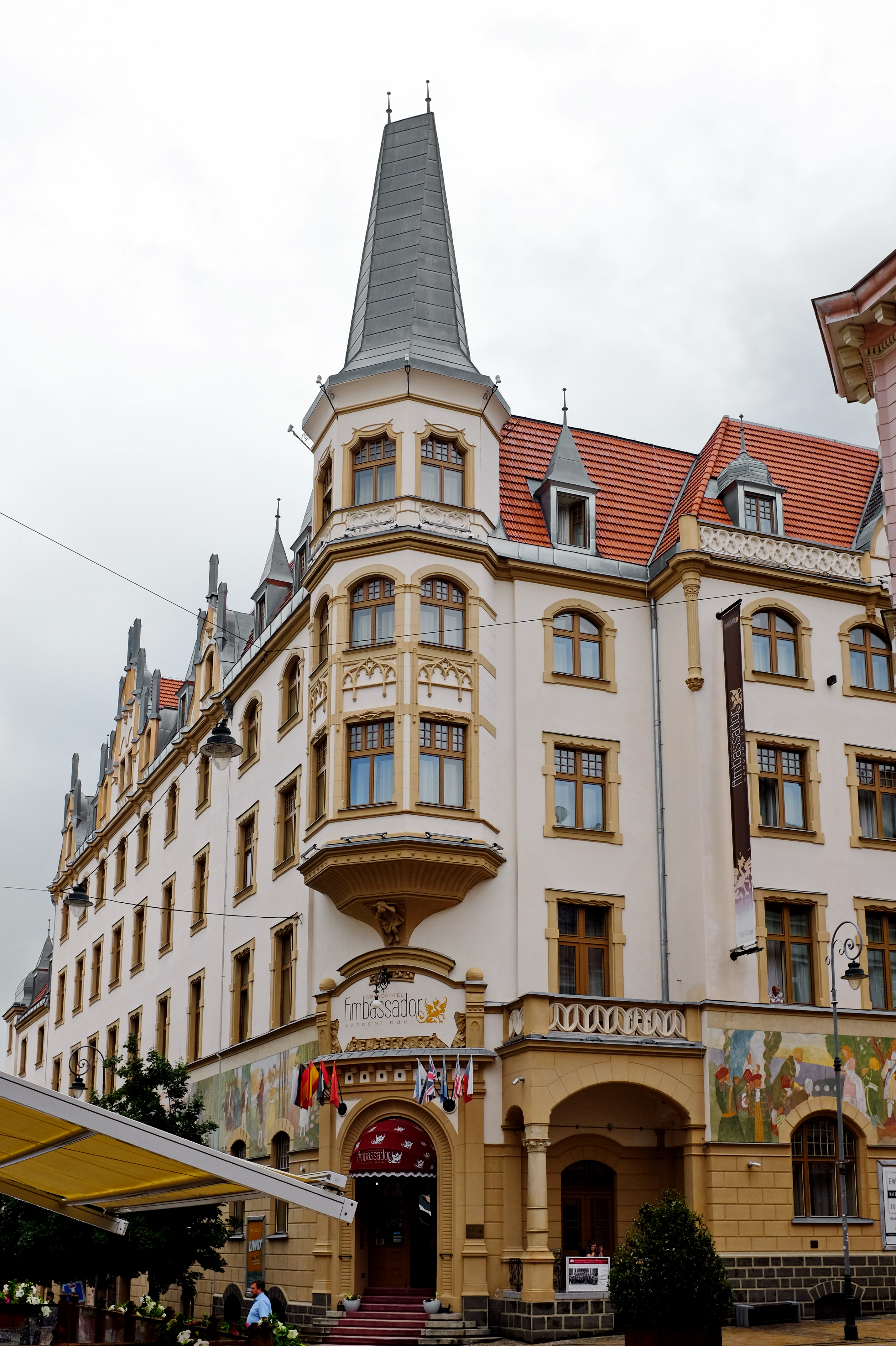
Nároží ulic T. G. Masaryka a Zeyerovy
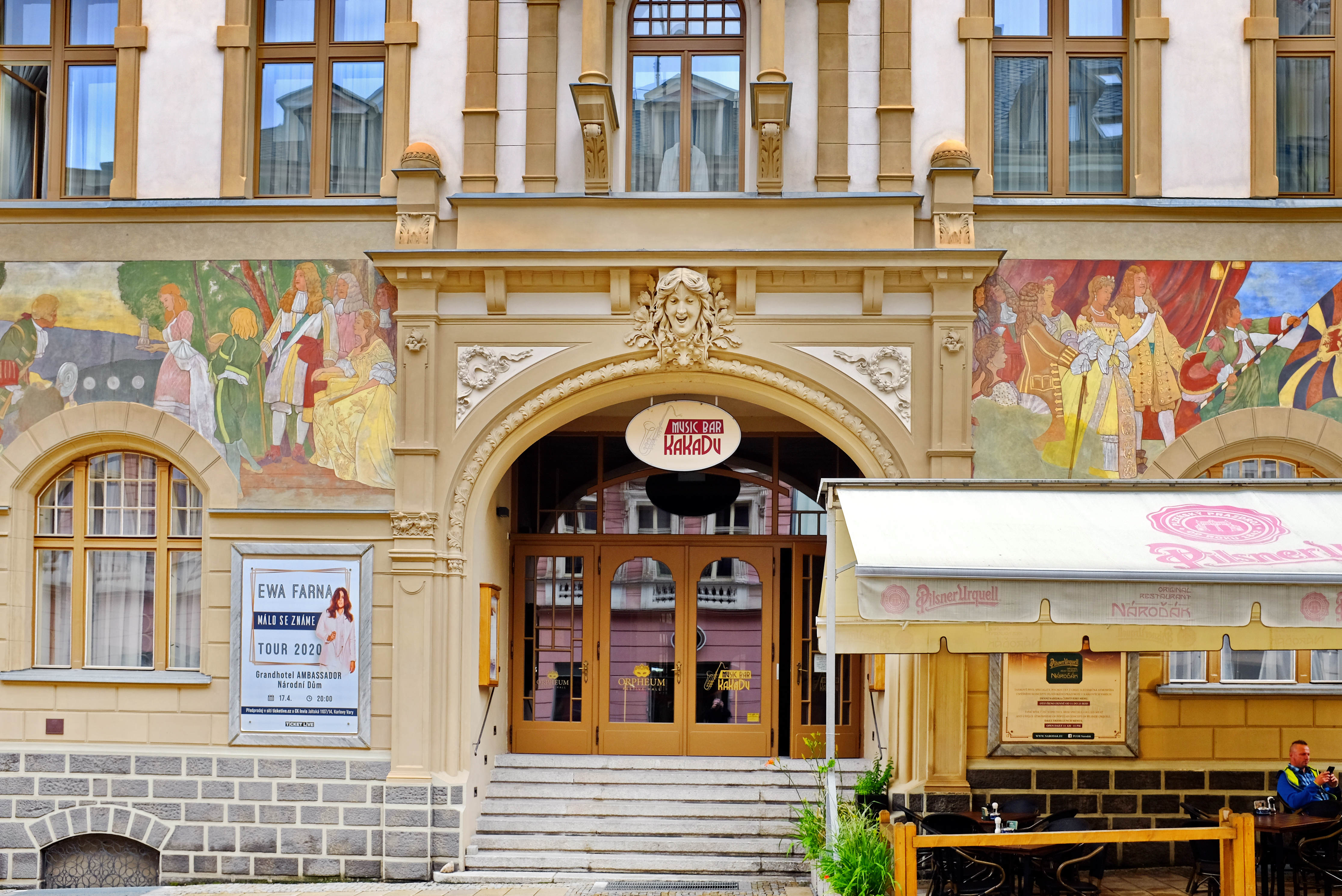
Průčelí z ulice T. G. Masaryka
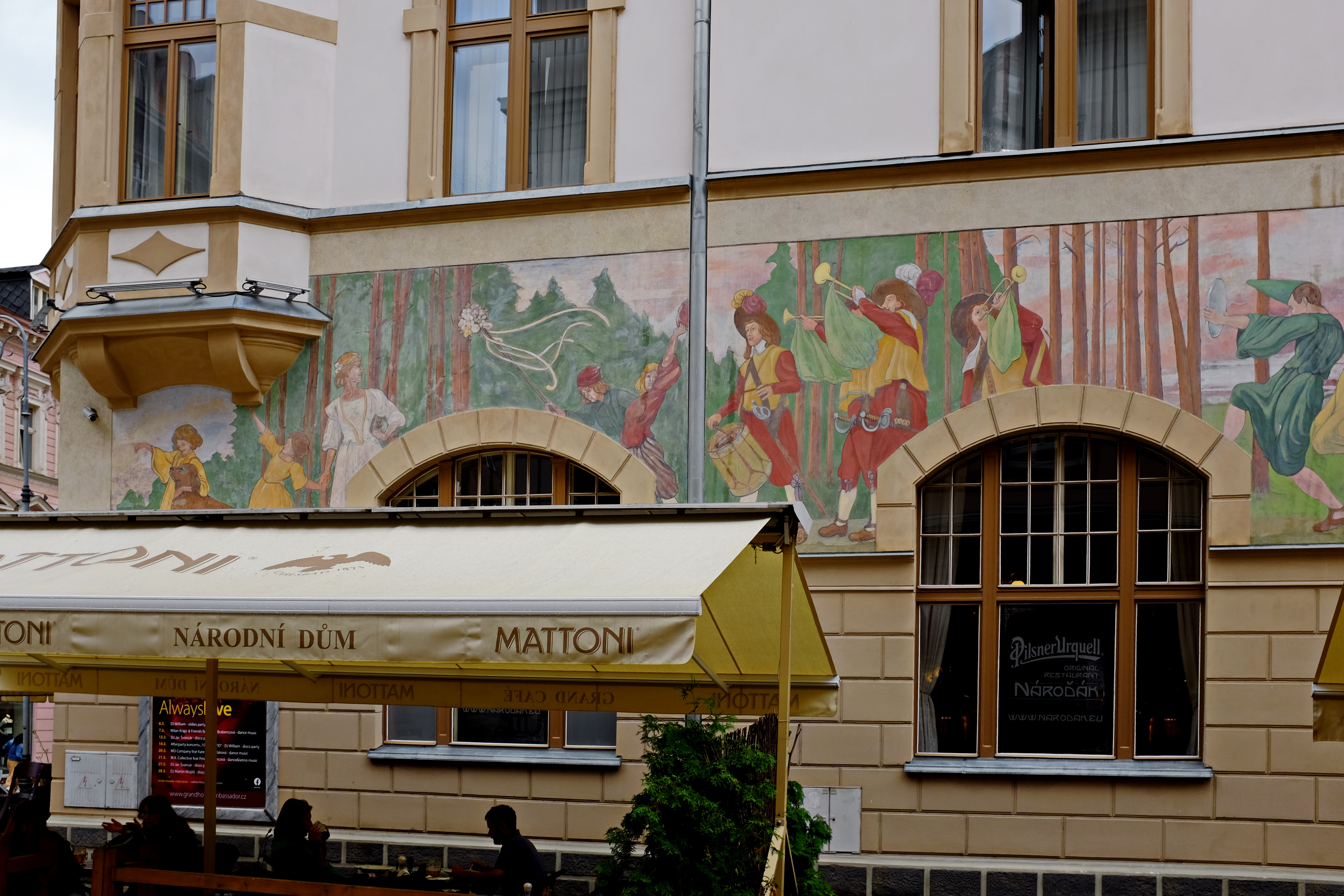
Fresky Maxmiliana Kurzweila a Wilhelma Lista z Jugoslávské  ulice
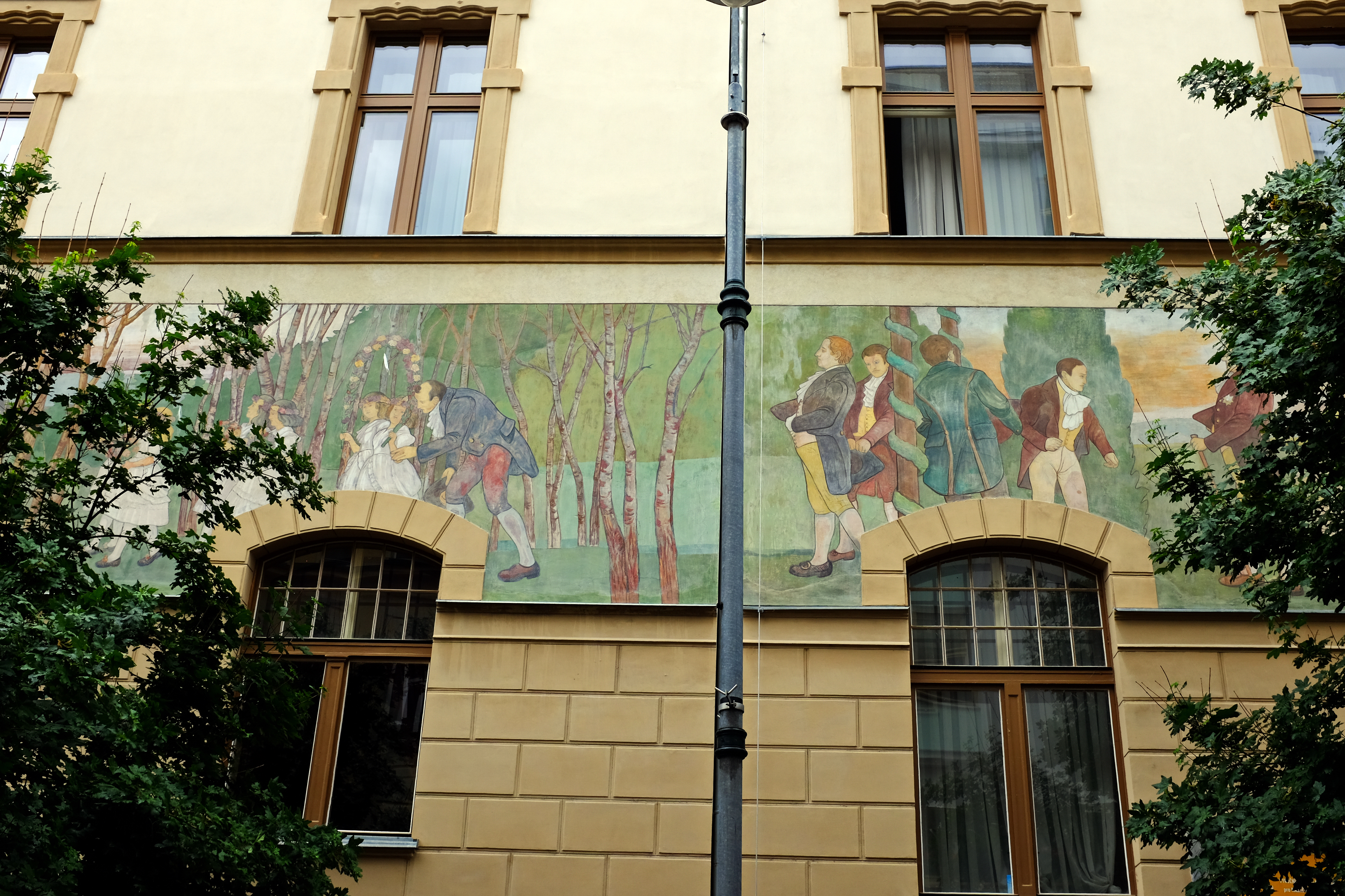
Fresky Maxmiliana Kurzweila a Wilhelma Lista ze Zeyerovy ulice
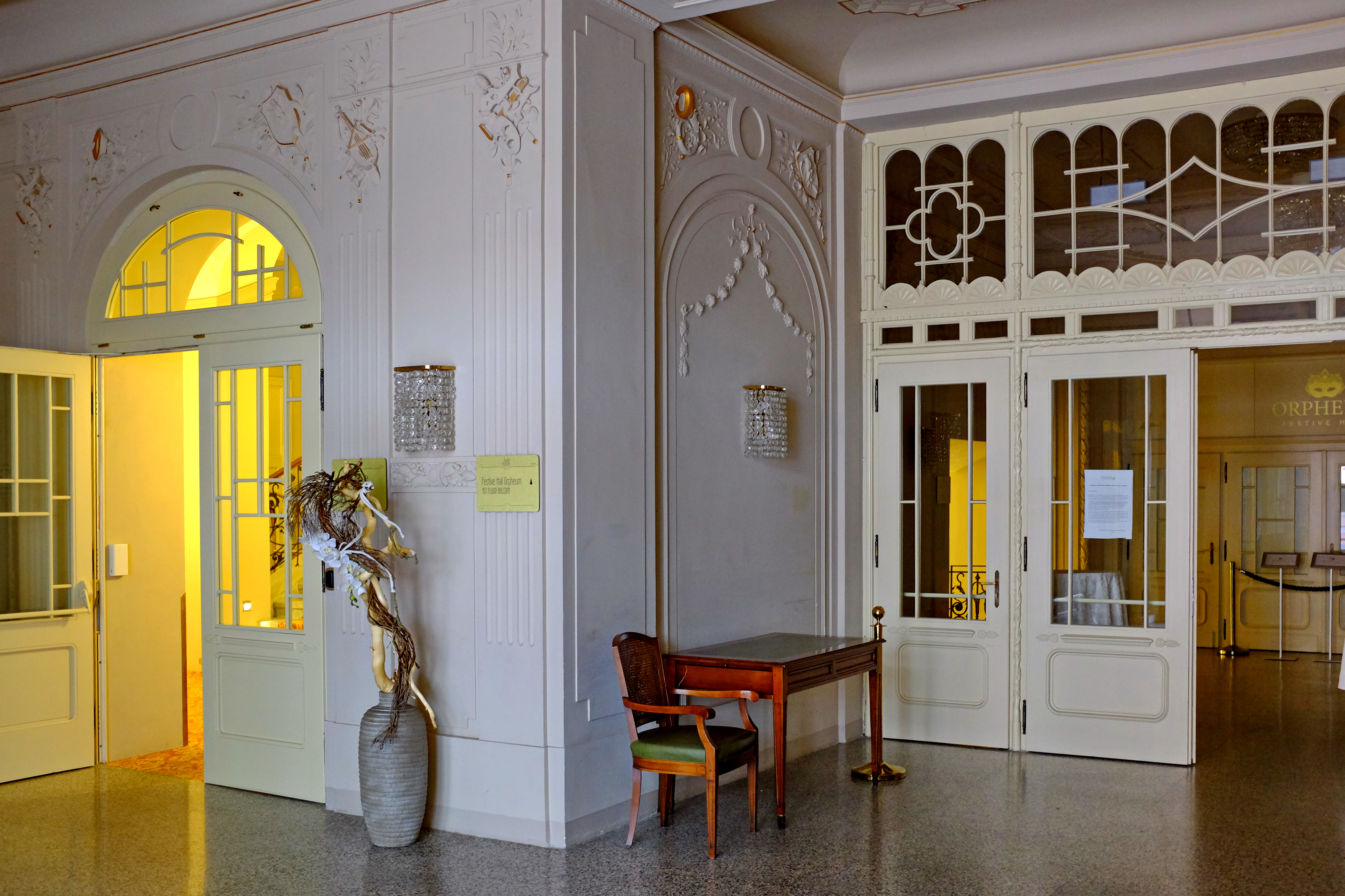
Vstupní hala do varieté Orpfeum
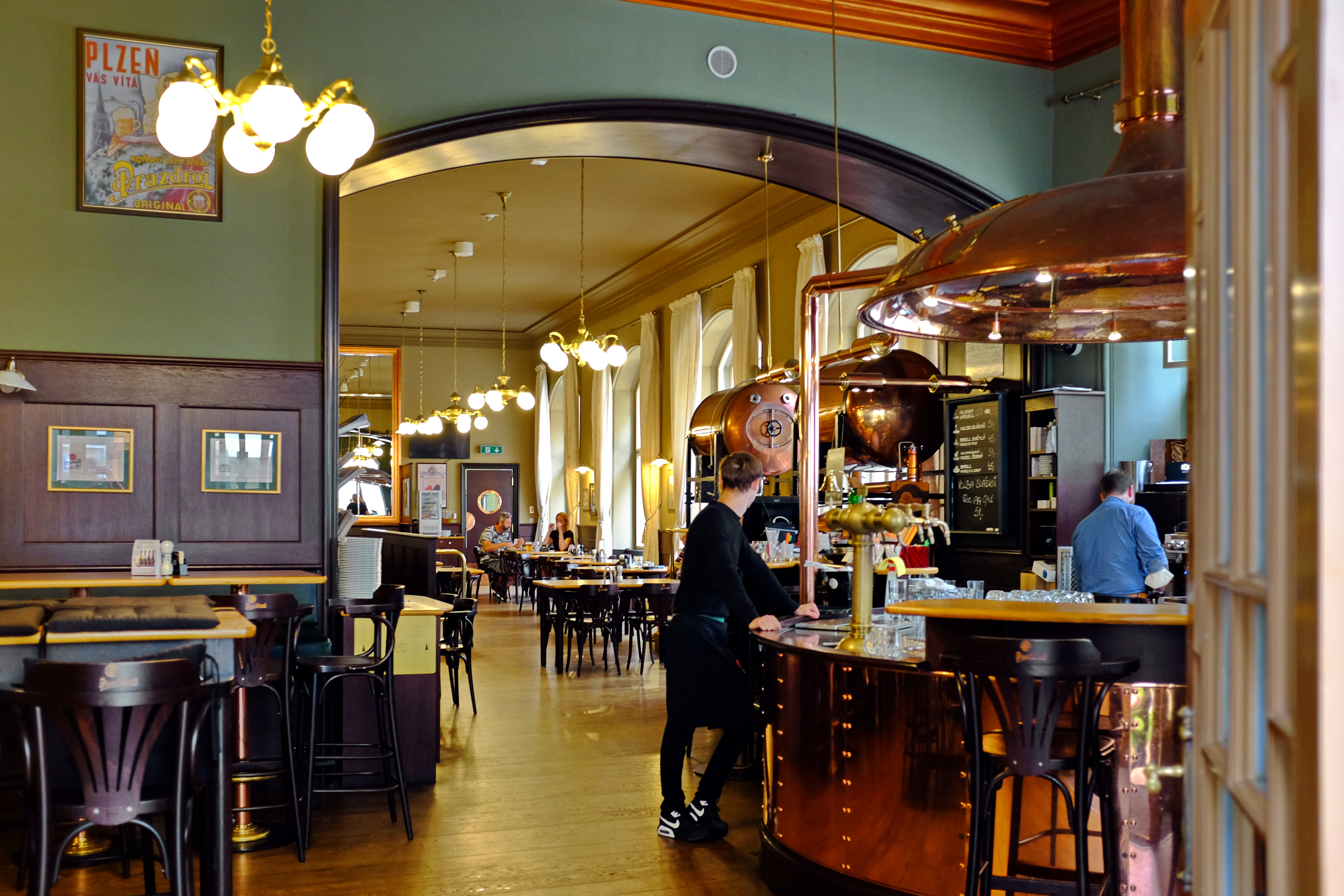
Plzeňská restaurace
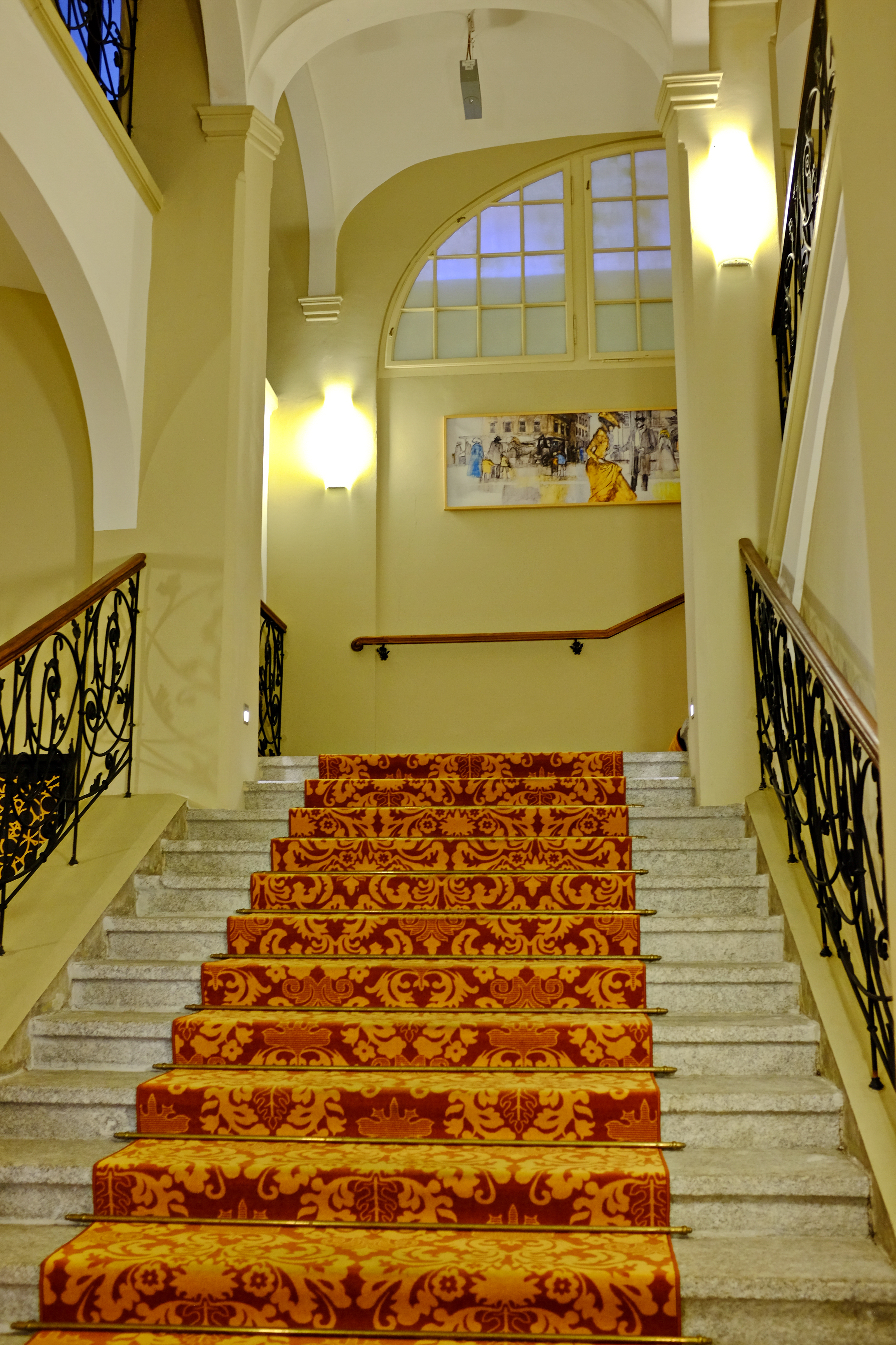
Schodiště v hotelu